# Терентьевская (Рыбинский район)
В Ярославской области есть ещё одна деревня Терентьевская, в Ярославском районе.
Терентьевская — деревня в Глебовском сельском округе Глебовского сельского поселения Рыбинского района Ярославской области.
Деревня расположена на расстоянии около 4[неопределённость] к северу от дороги Рыбинск—Глебово и на таком же расстоянии к востоку от дороги Глебово—Легково. Деревня стоит на левом берегу текущей на север небольшой реки Белая Юга. В окрестностях деревни в реку выходят многочисленные мелиоративные канавы, и само русло, судя по прямолинейным участкам, подверглось мелиоративным работам. До заполнения Рыбинского водохранилища это был левый приток реки Юга. После заполнения водохранилища обе реки впадают рядом в его залив. Побережье этого залива, лежащее к северо-востоку от Терентьевской заболочено и не заселено. Деревня стоит на небольшом поле, окруженном лесами. На том же поле, в 500 м к юго-западу стоит деревня Погорелка. Примерно в 2 километрах к югу от Терентьевской стоит деревня Заболотье, а в 2 км к северу начинается компактная группа деревень Погорельского сельского округа, ближайшая из которых — Угольница.
На 1 января 2007 года в деревне не числилось постоянных жителей. Почтовое отделение, расположенное в селе Глебово, обслуживает в деревне Терентьевская 9 домов.